# Willamina and Grand Ronde Railway
Die Willamina and Grand Ronde Railway (AAR-reporting mark: WGR) war eine amerikanische Class-3-Eisenbahngesellschaft in Oregon. 

## Geschichte
Die Willamina and Grand Ronde Railway wurde 1922 durch den Forstwirtschaftsbetrieb Spaulding-Miami Lumber Company gegründet. Die Gesellschaft errichtete eine Bahnstrecke von Willamina nach Grand Ronde. In Willamina bestand ein Übergang zu einer Nebenstrecke der Southern Pacific Railroad. Wichtigstes Transportgut waren Forstprodukte. In den folgenden Jahren wechselte der Eigentümer der Bahngesellschaft mehrmals. 1955 erwarb die Longview, Portland and Northern Railroad (LP&N) die Gesellschaft und betrieb die Strecke als Grand Ronde Division. Mit der Einstellung des Holzabbaus 1959 ging das Transportaufkommen zurück. Es wurden nur noch Transporte zu den anliegenden Sägewerken und für die Landwirtschaft durchgeführt. 
Im März 1980 erwarben die Gebrüder Root die Strecke und gründeten die Willamina and Grand Ronde Railroad. In den folgenden Jahren wurde mit staatlichen Fördermitteln der Abschnitt zwischen Willamina und Fort Hill umfassend erneuert. Die restliche Strecke nach Grand Ronde wurde 1985 stillgelegt. 1986 fusionierte die Gesellschaft mit der ebenfalls den Root-Brüdern gehörenden Resten der Valley and Siletz Railroad zur Willamette Valley Railroad. Bereits zwei Jahre später wurde das Unternehmen wieder aufgespalten und am 1. März 1988 die Willamina and Grand Ronde Railway wiedergegründet. Der Betrieb erfolgte weiterhin durch die Willamette Valley Railroad. 1995 wurde die Strecke Willamina–Fort Hill an die Hampton Railway verkauft. Die Reste der Gesellschaft wurden 1996 in die Willamette Valley Railway fusioniert.

## Fahrzeuge
Ab 1922 besaß die Gesellschaft eine gebraucht erworbene 1'D-Dampflokomotive von Baldwin Locomotive Works. Die Lokomotive war wahrscheinlich bis Mitte der 1950er Jahre in Betrieb. Die Lokomotive wurde 1970 an die Virginia and Truckee Railroad verkauft und erhielt dort die Nummer 29. Ab 1952 war zusätzlich ein GE 45-ton switcher im Einsatz.
Von der LP&N wurde 1980 eine ALCO S-2 übernommen. Später wurden auf der Strecke eine EMD GP9 sowie eine EMD SW1200 eingesetzt.